# Station Jelenia Góra Orle
Station Jelenia Góra Orle is een spoorwegstation in de Poolse plaats Jelenia Góra, gelegen in de wijk Orle in het stadsdeel Cieplice Śląskie-Zdrój.